# 妖鬼妃伝
『妖鬼妃伝』（ようきひでん）は、美内すずえによる日本の漫画作品。

## 概要
『なかよし』（講談社）にて1981年9月号から11月号まで連載された。
第6回（1982年度）講談社漫画賞少女部門受賞作品。
単行本は1982年4月に講談社の「KCなかよし」より刊行された。その後、1995年12月1日発売の白泉社より「白泉社文庫」の傑作選の第1巻に、また、2017年8月12日に宝島社の「このマンガがすごい! Comics」より他2作を収録して刊行された。

## あらすじ
ほんの偶然から降り立った地下鉄巴線「角宮」駅。その駅に出入り口をもつ帝国堂デパートへ忘れ物をとりに行ったまま戻らず、変わり果てた姿で発見された親友ターコ（山口達子）。主人公・秋本つばさは謎を解明しようと決意し、友人の久美と共に閉店後のデパートへ潜入する。終電が過ぎて走る電車など無い筈なのに電車が来たかと思えば平安時代の貴族のような装束を纏い、電車に乗り込む帝国堂の従業員らの姿を目撃する。
密かに乗り込むと真っ直ぐに走る筈の電車が途中で大きく右に曲がり、左に曲がりと普段の走行ではあり得ない走り方をし、名前の無い通過駅を過ぎて従業員らが口にした「宮之内」に到着し、寝殿造りの建物が並ぶ謎の巨大な都に我が目を疑った。頭頂に角の生えた「阿黒王」という像や後ろ向きだった人形がいつの間にか、つばさらの方に向く等々の異常な光景を目撃し、来た時と同じように電車に乗って元の世界に戻る。そのことをターコの事件で知り合った霊能者・九曜久秀に相談し、彼の一族が「妖鬼妃」と代々戦ってきたことを知るのだった。罠に嵌まって地下鉄の壁に偽装されて「宮之内」の側からしか開閉が不可能な扉に隠された地下の魔都「宮之内」の奥の御簾に座す「妖鬼妃」の元に連れて行かれるが、テレパシーで久秀の命を受けた倉本が魔都の各所を爆破し、火災で一門の魂が宿る人形を焼いたことで妖鬼妃一門をことごとく倒し、最後の力を振り絞って一門の巫女姫が扉を閉ざすもかろうじて3人は脱出するのだった。

## 登場人物
秋本つばさ（あきもと - ）
本作の主人公。ごく平凡な少女だが、非常に行動力があり、また観察眼と洞察力に優れている。親友に起こってしまった不可思議な事件を調べていく内に、帝国堂デパートと地下鉄「角宮」駅に隠された秘密を知ることになる。平安の世から1000年も人形の器に宿って生き続ける魔性の存在「妖鬼妃」とその一門、彼らと死闘を繰り広げる祈祷師の末裔・九曜久秀との戦いの中で、彼の協力を得て信じがたい恐怖の真相に辿り着く。
九曜久秀（くよう ひさひで）
つばさが乗り間違えて降り立った地下鉄「角宮」駅で見かけ、ターコの事件後に2つ先の駅「和可水（わかみず）」駅で再会した盲目の美少年。強い霊能力を持ち、目が見えない分だけ直感が他人よりも働く。地下鉄巴線の「角宮」駅から隣の「井萩（いはぎ）」駅に向かう途中のある場所で凍りつくような妖気が渦巻いているのを感じていたため、倉本と共に密かに調査していた。平安の時代、妖鬼妃の出現を予言した神に仕える祈祷師の唯一の直系の末裔。先祖代々、妖鬼妃一門と死闘を繰り広げてきたが、久秀が最後の一人となっていた。ところが、使命遂行しか頭になく女性に無関心だったため、このままでは九曜家の血が絶えてしまうとじいやをやきもきさせていた。この事件を通じて惹かれ合っていた、つばさとの間に水面下ではあるものの熱い想いを抱くようになる。テレパシーで感じ取る便利さに慣れすぎていたため、想いを口にすることが苦手で真の意味でつばさと恋人同士になるのに時間がかかる模様。
倉本（くらもと）
久秀の家庭教師兼お守役。一見、スーツに黒眼鏡で怖い印象を与えるが、久秀に忠実でつばさに対しても好意的である。じいやの悲願が叶いそうな久秀とつばさの姿を温かく見守る。
じいや
九曜家のじいや。次代を残す責務を忘れたかのような久秀の女性への関心の無さに九曜家の行く末を案じていたため、つばさが尋ねてきたことを号泣して喜ぶ。
山口達子（やまぐち たつこ）
通称「ターコ」。つばさの小学校時代からの親友。つばさと共に、母親の誕生日プレゼントを買いに訪れたデパートで、行方不明になり5日後に地下鉄の電車にはねられて死亡した。実は行方不明になったその日、人形が動くのを目撃して囚われ、逃げ出すも妖鬼妃の妖力に操られて電車の前に飛び出させられて殺されたのだった。
久美（くみ）
つばさとターコの同級生で友人。つばさと共にターコの悲劇を調べていくが、妖鬼妃一門の仕掛けた事故に遭ってしまう。入院中も人形の嫌がらせを受けていたが、事件解決後は無事に回復した。
妖鬼妃（ようきひ）
古の魔神「阿黒王」の妃。魔の勢力を人間界に広めようと発狂を理由に幽閉された天皇と身の回りの世話をする女性との娘として生を受け、2歳の時に大病を患って全身が麻痺して喋ることも動くことも出来なくなったが、自身が何のために生まれたか、テレパシーや念動力等の秘められた能力に覚醒して一門を増やしたのだった。一門の者が連れて来た人形師により老いて死した肉体を美しい人形に作り替えられ、それ以来、優れた人形師を引き込んでは人間界に留まる美しい器を作らせていた。その人形の身体を久秀に破壊され、魔界に去らざるを得なくなり敗れた。
永遠子（とわこ）
帝国堂デパート社長の養女で、とても美しい少女。社長が病に倒れたため、次期社長の座を約束されている。閉店後につばさたちが忍び込んだ際、十二単の姿で現れた。実は妖鬼妃一門の「永遠（とわ）」という名の姫であり、妖鬼妃の依り代となって意思を伝える巫女を務めていた。つばさと久秀、倉本により一門は滅び去るが、3人を逃すまいと地下の都「宮之内」の存在を守っていた隠し扉を閉ざして息絶える。
堂本（どうもと）
堂本コンツェルンのトップ。政財界の黒幕。唯一、妖鬼妃の存在を知り、彼女に頭があがらない人物。嘗て妖鬼妃の力で権勢をほしいままにしながら裏切って苦しみぬいた挙げ句に非業の最期を遂げた藤原道長の如く、妖鬼妃のお陰で異例の出世を遂げた。帝国堂デパートや「宮之内」の秘密の通路を秘める地下鉄「巴線」は野望を助けてくれた妖鬼妃のために作った。事件解決後、憑依されたまま「宮之内」で妖鬼妃一門と共に息絶えた従業員は人員の大幅な入れ替えとし、永遠子は海外に留学したことにして取り繕った。

## 書誌情報
- 美内すずえ 『妖鬼妃伝』 講談社〈講談社コミックスなかよし（407巻）〉、1982年4月発行、ISBN 978-4061084070
- 美内すずえ 『美内すずえ傑作選 (1) 妖鬼妃伝』 白泉社〈白泉社文庫〉、1995年12月1日発行、ISBN 4-592-88361-6

同時収録：白い影法師、みどりの炎
- 美内すずえ 『妖鬼妃伝　美内すずえセレクション 黒の書』 宝島社〈このマンガがすごい! Comics〉、2017年8月12日発行、ISBN 978-4-8002-7610-0

同時収録：黒百合の系図、ひばり鳴く朝